# Capuronianthus mahafalensis
Capuronianthus mahafalensis är en tvåhjärtbladig växtart som beskrevs av André Leroy. Capuronianthus mahafalensis ingår i släktet Capuronianthus och familjen Meliaceae. Inga underarter finns listade i Catalogue of Life.